# Revue scientifique
A Revue scientifique foi uma revista científica francesa fundada em 1863 com o nome de La Revue des cours scientifiques de la France et de l’étranger, simplificado alguns anos mais tarde para La Revue scientifique de la France et de l’étranger, e depois para Revue scientifique. Era igualmente chamada de « revista rosa », devido à cor da capa e por oposição à Revue politique et littéraire, a « revista azul» do mesmo editor.

## A Revue Scientifique e as guerras
A publicação da Revue Scientifique foi fortemente perturbada pela guerra de 1870. Não houve o primeiro semestre de 1871. Quando a revista recomeçou em 1872, mudou de nome.
A publicação da Revue Scientifique também foi perturbada pela Primeira Guerra Mundial: saiu apenas um único número no período de 8 de agosto a 14 de novembro de 1914, sendo que a revista era bimensal desde 1936.